# Egon Bondy
Egon Bondy (* 20. Januar 1930 in Prag; † 9. April 2007 in Bratislava; eigentlich Zbyněk Fišer) war ein tschechischer Dichter und Philosoph. Er war eine der intellektuellen Größen im Prager Underground der 1970er Jahre.

## Leben
Egon Bondy wurde als Zbyněk Fišer 1930 in Prag geboren. Er war Sohn von Jan Fišer, einem hohen Offizier der tschechoslowakischen Armee. Seine Mutter Magdalena, geb. Tkalců, ist 1942 gestorben. Nach dem kommunistischen Putsch im Jahr 1948 bekam er schnell die Absurditäten des realsozialistischen Alltags am eigenen Leib zu spüren: sein Vater wurde degradiert und enteignet.
Bondy war überzeugter Marxist, wandte sich 1948 aber von der Kommunistischen Partei ab und wählte ein Leben am Rand der Gesellschaft. Das Pseudonym Egon Bondy legte sich der Dichter im Jahr 1949 aus Protest gegen den erstarkenden Antisemitismus der beginnenden stalinistischen Exzesse in der ČSR zu. In diese Zeit fällt auch seine stürmische Beziehung zu der Tochter Milena Jesenskás – der Dichterin Jana Krejcarová. 1950 gründete Bondy mit seinem Schulfreund Ivo Vodseďálek die Samisdat-Reihe Edice Půlnoc (Edition Mitternacht), in der auch Bohumil Hrabal publizierte. Bondy und Vodseďálek entwickelten gemeinsam die Stile des Totalen Realismus und der Peinlichen Poesie. Diese gingen vom Surrealismus aus, nahmen aber zugleich den zur Staatskunst erhobenen Sozialistischen Realismus aufs Korn und hatten das erklärte Ziel, die Sowjetunion zu Fall zu bringen. Der surrealistische poetische Effekt ergab sich daraus, der absurden Realität der stalinistischen Diktatur einen Spiegel vorzuhalten. Bondys Feindschaft dem Stalinismus gegenüber steigerte sich noch, als sein Freund Záviš Kalandra nach einem Schauprozess hingerichtet wurde. Bis zur Samtenen Revolution von 1989 war Bondys umfangreiches dichterisches Werk nur als Typoskript-Samisdat im Umlauf. Die Auflagen überstiegen in den 50er Jahren selten vier Exemplare, ab den 70er Jahren waren sie etwas höher.
1957 holte Bondy die Matura nach, studierte dann Philosophie und erhielt 1967 den Doktortitel für seine Dissertation über den Buddhismus. Allerdings wurde er daraufhin, aufgrund seiner Opposition zum Regime, für geisteskrank erklärt.
Nach 1968 wurde Bondy zum scharfsinnigen Beobachter der Ereignisse rund um die sowjetische Invasion seines Heimatlandes. Der Konflikt zwischen dem Schriftsteller und dem totalitären Regime verschärfte sich wieder. Rund um ihn entstand der Prager Underground, die kulturelle Parallelgesellschaft in der „normalisierten“, das heißt den Sowjets angepassten, Tschechoslowakei. Bondy war in seiner ungebrochenen Eigenwilligkeit eine führende Persönlichkeit im kulturellen und politischen Raum der Tschechoslowakei – vor und nach der friedlichen Trennung im Dezember 1992. Er hatte diese Teilung als Ausdruck einer politisch falschen Entwicklung kritisiert und übersiedelte 1993 nach Bratislava.
Bondy nahm sich in seinen literarischen Werken kein Blatt vor den Mund und bezeichnete die Sowjetunion immer wieder als faschistischen Staat. Im Leben abseits der Literatur war er weniger heldenhaft. Aus Angst vor dem Gefängnis arbeitete er als inoffizieller Mitarbeiter (auf Tschechisch: „agent“) mit der kommunistischen Geheimpolizei StB zusammen, von der er sich immer wieder zu befreien versuchte. In den Jahren 1952–1955, 1961–1968 (Codename „Klíma“), 1973–1977 (Codename „Mao“) und von 1985 bis 1989 (Codename „Oskar“) scheint er, allerdings teilweise auch als Staatsfeind, in den Akten auf. Anfang der 90er Jahre wurde publik, dass Bondy während seines Studiums als Informant der StB viele Kommilitonen denunziert hatte, darunter seine Freundin Jana Krejcarová, später dann auch die Philosophen Jan Patočka und Jiří Němec und andere. Er informierte die Polizei auch über Petr Uhl sowie Sibylle Plogstedt, die später in einem Schauprozess verurteilt wurden. Der Kritik von Mirek Vodrážka wurde von den ehemaligen Dissidenten Martin Machovec und Petr Placák allerdings heftig widersprochen, die auf irreführende Unterstellungen vonseiten Vodrážkas hinwiesen.
Bondy verstarb 2007 in Bratislava und wurde auf dem Malvazinky-Friedhof in Prag beigesetzt – in einem gemeinsamen Grab mit Milan Machovec.

## Werk
Egon Bondy verfasste zahlreiche Gedichtbände, eine Reihe prosaischer Arbeiten, Sketche, Essays und eine sechs Bände umfassenden Geschichte der Philosophie in Europa und der Welt, sowie zahlreiche Romane, die sich deutlich von der traditionellen Literatur abheben. Er übersetzte außerdem die Galgenlieder von Christian Morgenstern in die tschechische Sprache; sie gelten bis heute als die besten Übertragungen.
Trotz seines umfangreichen literarischen Werkes ist Bondy bis heute ein Mythos, eine Prager Legende. Nicht zuletzt weil sein langjähriger Freund Bohumil Hrabal ihn zur Hauptfigur mehrerer Romane machte. Vor allem in dem 1992 bei Suhrkamp erschienenen Buch Sanfte Barbaren. Hrabal hatte mit Bondy Erfolg. Während der Mensch Bondy Opfer ständiger Polizeiverfolgung war und in Medien nur als Idealbeispiel des Klassenfeindes mit langem Haar und Bart gezeigt wurde, wurde die Figur Bondy vom Regisseur Tomáš Mašín im Film Drei Jahreszeiten in der Hölle (CZ/SK/DE 2009) verarbeitet und zu einem Kassenschlager in den Kinos.
Etliche von Bondys Gedichten sind von der Band The Plastic People of the Universe vertont worden, was ihm in den 1970er-Jahren einen besonderen Wirkungskreis öffnete. Die spätere Verhaftung und Anklage der Bandmitglieder seitens des Regimes gaben den Anstoß für die Formierung der Bürgerrechtsbewegung Charta 77. Die Gedichte bildeten die Grundlage der damals populären Schallplatte Egon Bondy's Happy Hearts Club Banned, aufgenommen 1974/1975, die allerdings erst im Ausland 1978 veröffentlicht werden konnte.

## Bibliographie (Auswahl)
- Egon Bondy: Die invaliden Geschwister. 1. Auflage. Elfenbein Verlag, Heidelberg 1999, ISBN 978-3-932245-25-1 (tschechisch: Invalidní sourozenci. Übersetzt von Mira Sonnenschein).
- Egon Bondy: Hatto. 1. Auflage. Elfenbein Verlag, Berlin 2007, ISBN 978-3-932245-84-8 (tschechisch: Hatto. Übersetzt von Mira Sonnenschein).
- Egon Bondy: Die ersten zehn Jahre. 1. Auflage. Guggolz, Berlin 2023, ISBN 978-3-945370-41-4 (tschechisch: Prvních deset let. Übersetzt von Eva Profousová).
- Egon Bondy: In Straßenbahnen. 1. Auflage. Kētos, Wien und Prag 2023, ISBN 978-3-903124-25-7 (tschechisch: Anthologie der Gedichte. Übersetzt von Ondřej Cikán).